# Elattoneura atkinsoni
Elattoneura atkinsoni är en trollsländeart som först beskrevs av Selys 1886.  Elattoneura atkinsoni ingår i släktet Elattoneura och familjen Protoneuridae. IUCN kategoriserar arten globalt som nära hotad. Inga underarter finns listade i Catalogue of Life.